# Metrosideros cacuminum
Metrosideros cacuminum är en myrtenväxtart som beskrevs av J.W.Dawson. Metrosideros cacuminum ingår i släktet Metrosideros och familjen myrtenväxter. Inga underarter finns listade i Catalogue of Life.